# Cardeal protopresbítero

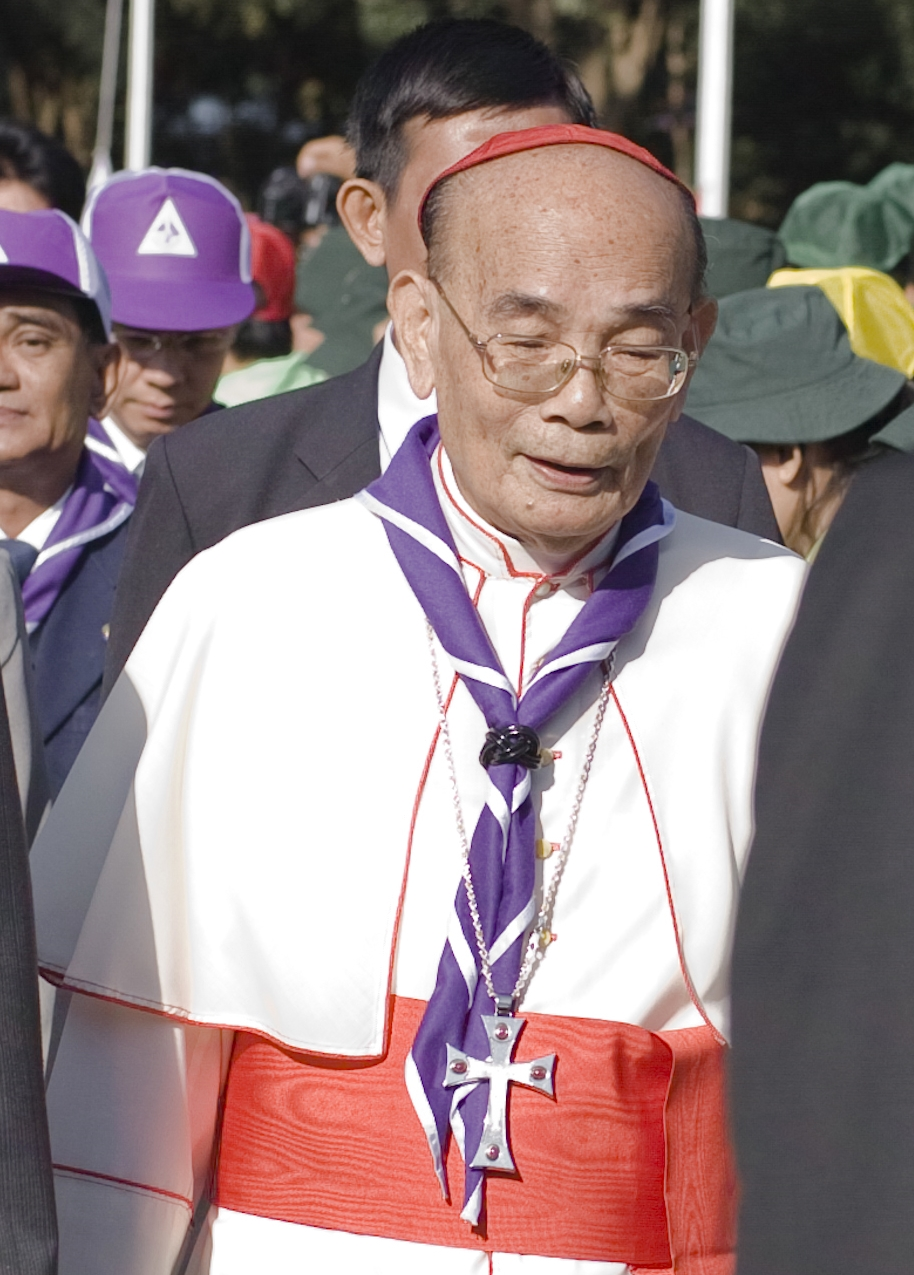
Cardeal Kitbunchu

O cardeal protopresbítero é aquele que detém a precedência entre os cardeais-presbíteros. Ocupa o posto aquele que primeiro foi elevado à dignidade cardinalícia naquela ordem. Quando dois ou mais cardeais tiverem sido criados no mesmo consistório, tem precedência aquele cujo nome antecedeu aos demais no biglietto (decreto de criação).
Suas funções são meramente cerimoniais. É um dos bispos que pontificam nas exéquias do Sumo Pontífice e têm funções no conclave, se ainda for eleitor. Em razão de idade avançada, na maioria das vezes o protopresbítero não chega a desempenhá-las.
Desde dezembro de 2016 o protopresbítero do Colégio dos Cardeais é Michael Michai Kitbunchu, arcebispo-emérito de Bangkok. Tendo completado 80 anos em janeiro de 2009, não participou do conclave que elegeu o Papa Francisco.

## Protopresbíteros desde o século XIX
| Nome                                             | País           | Período         | Consistório    | Papa                |
| ------------------------------------------------ | -------------- | --------------- | -------------- | ------------------- |
| Girolamo Simoncelli                              | Itália         | 1585–1600       | Dezembro 1553  | Papa Júlio III      |
| Pedro De Deza                                    | Espanha        | 21/2–23/4/1600  | Fevereiro 1578 | Papa Gregório XIII  |
| Alessandro di Ottaviano de' Medici               | Itália         | 23/4–30/8/1600  | Dezembro 1583  | Papa Gregório XIII  |
| Rodrigo de Castro Osorio                         | Espanha        | 30/8–20/9/1600  | Dezembro 1583  | Papa Gregório XIII  |
| Anton Maria Salviati                             | Itália         | 1600–1602       | Dezembro 1583  | Papa Gregório XIII  |
| Agostino Valier                                  | Itália         | 1602–1605       | Dezembro 1583  | Papa Gregório XIII  |
| Benedetto Giustiniani                            | Itália         | 1605–1612       | Novembro 1586  | Papa Sisto V        |
| Federico Borromeo                                | Itália         | 1612–1617       | Dezembro 1587  | Papa Sisto V        |
| Francesco Sforza                                 | Itália         | 1617–1618       | Dezembro 1583  | Papa Gregório XIII  |
| Federico Borromeo                                | Itália         | 1618–1620       | Dezembro 1587  | Papa Sisto V        |
| Alessandro Damasceni Peretti                     | Itália         | 30/3–6/4/1620   | Maio 1585      | Papa Sisto V        |
| Federico Borromeo                                | Itália         | 1620–1631       | Dezembro 1587  | Papa Sisto V        |
| Franz Seraph von Dietrichstein                   | Alemanha       | 1631–1636       | Março 1599     | Papa Clemente VIII  |
| Giovanni Doria                                   | Itália         | 1636–1642       | Junho 1604     | Papa Clemente VIII  |
| François de La Rochefoucauld                     | França         | 1642–1645       | Dezembro 1607  | Papa Paulo V        |
| Luigi Capponi                                    | Itália         | 1645–1659       | Novembro 1608  | Papa Paulo V        |
| Baltasar Moscoso y Sandoval                      | Espanha        | 1659–1665       | Dezembro 1615  | Papa Paulo V        |
| Ernest Adalbert von Harrach                      | Alemanha       | 1665–1667       | Janeiro 1626   | Papa Urbano VIII    |
| Giulio Gabrielli, o Velho                        | Itália         | 1667–1668       | Dezembro 1641  | Papa Urbano VIII    |
| Virginio Orsini                                  | Itália         | 1668–1671       | Dezembro 1641  | Papa Urbano VIII    |
| Reinaldo d'Este                                  | Itália         | 18/3–24/8/1671  | Dezembro 1641  | Papa Urbano VIII    |
| Cesare Facchinetti                               | Itália         | 1671–1672       | Julho 1643     | Papa Urbano VIII    |
| Girolamo Grimaldi-Cavalleroni                    | Itália         | 1672–1675       | Julho 1643     | Papa Urbano VIII    |
| Carlo Rossetti                                   | Itália         | 1675–1676       | Julho 1643     | Papa Urbano VIII    |
| Niccolò Albergati-Ludovisi                       | Itália         | 1676–1677       | Março 1645     | Papa Inocêncio X    |
| Alderano Cibo                                    | Itália         | 1677–1679       | Março 1645     | Papa Inocêncio X    |
| Lorenzo Raggi                                    | Itália         | 1679–1680       | Outubro 1647   | Papa Inocêncio X    |
| Luigi Alessandro Omodei                          | Itália         | 1680–1685       | Fevereiro 1652 | Papa Inocêncio X    |
| Carlo Barberini                                  | Itália         | 1685–1689       | Junho 1653     | Papa Inocêncio X    |
| Francesco Maidalchini                            | Itália         | 1689–1700       | Abril 1647     | Papa Inocêncio X    |
| Carlo Barberini                                  | Itália         | 1700–1704       | Junho 1653     | Papa Inocêncio X    |
| Francesco Nerli, o Jovem                         | Itália         | 1704–1708       | Junho 1673     | Papa Clemente X     |
| Galeazzo Marescotti                              | Itália         | 1708–1726       | Maio 1675      | Papa Clemente X     |
| Giuseppe Sacripante                              | Itália         | 1726–1727       | Dezembro 1695  | Papa Inocêncio XII  |
| Giuseppe Renato Imperiali                        | Itália         | 1727–1737       | Fevereiro 1690 | Papa Alexandre VIII |
| Gianantonio Davia                                | Itália         | 1737–1740       | Maio 1712      | Papa Clemente XI    |
| Giulio Alberoni                                  | Itália         | 1740–1752       | Julho 1717     | Papa Clemente XI    |
| Thomas Philip Wallrad d'Alsace-Boussut de Chimay | Bélgica        | 1752–1759       | Novembro 1719  | Papa Clemente XI    |
| Domenico Silvio Passionei                        | Itália         | 1759–1761       | Junho 1738     | Papa Clemente XII   |
| Giovanni Teodoro di Baviera                      | Itália         | 1761–1763       | Setembro 1743  | Papa Bento XIV      |
| Giacomo Oddi                                     | Itália         | 1763–1770       | Setembro 1743  | Papa Bento XIV      |
| Giuseppe Pozzobonelli                            | Itália         | 1770–1783       | Setembro 1743  | Papa Bento XIV      |
| Carlo Vittorio Amedeo Ignazio delle Lanze        | Itália         | 1783–1784       | Abril 1747     | Papa Bento XIV      |
| Paul d'Albert de Luynes                          | França         | 1784–1788       | Abril 1756     | Papa Bento XIV      |
| Christoph Anton von Migazzi                      | Itália         | 1788–1803       | Novembro 1761  | Papa Clemente XIII  |
| Francesco Carafa della Spina di Traetto          | Itália         | 1803–1818       | Abril 1773     | Papa Clemente XIV   |
| Luís Maria de Bourbon                            | Espanha        | 1818–1823       | Outubro 1800   | Papa Pio VII        |
| Giuseppe Firrao                                  | Itália         | 1823–1830       | Fevereiro 1801 | Papa Pio VII        |
| Luigi Ruffo Scilla                               | Itália         | 1830–1832       | Fevereiro 1801 | Papa Pio VII        |
| Cesare Brancadoro                                | Itália         | 1832–1837       | Fevereiro 1801 | Papa Pio VII        |
| Joseph Fesch                                     | França         | 1837–1839       | Janeiro 1803   | Papa Pio VII        |
| Carlo Oppizzoni                                  | Itália         | 1839–1855       | Março 1804     | Papa Pio VII        |
| Giacomo Filippo Fransoni                         | Itália         | 1855–1856       | Outubro 1826   | Papa Leão XII       |
| Benedetto Colonna Barberini di Sciarra           | Itália         | 1856–1863       | Outubro 1826   | Papa Leão XII       |
| Antonio Tosti                                    | Itália         | 1863–1866       | Fevereiro 1838 | Papa Gregório XVI   |
| Engelbert Sterckx                                | Bélgica        | 1866–1867       | Setembro 1838  | Papa Gregório XVI   |
| Filippo De Angelis                               | Itália         | 1867–1877       | Setembro 1838  | Papa Gregório XVI   |
| Frederico João de Schwarzenberg                  | Áustria        | 1877–1885       | Janeiro 1842   | Papa Gregório XVI   |
| Teodolfo Mertel                                  | Itália         | 1885–1899       | Março 1858     | Papa Pio IX         |
| Mieczysław Halka Ledóchowski                     | Polónia        | 1899–1902       | Março 1875     | Papa Pio IX         |
| José Sebastião de Almeida Neto, O.F.M.           | Portugal       | 1902–1920       | Março 1884     | Papa Leão XIII      |
| James Gibbons                                    | Estados Unidos | 1920–1921       | Junho 1886     | Papa Leão XIII      |
| Michael Logue                                    | Irlanda        | 1921–1924       | Janeiro 1893   | Papa Leão XIII      |
| Giuseppe Francica-Nava de Bontifè                | Itália         | 1924–1928       | Junho 1899     | Papa Leão XIII      |
| Lev Skrbenský z Hříště                           | Áustria        | 1928–1938       | Abril 1901     | Papa Leão XIII      |
| William Henry O'Connell                          | Estados Unidos | 1938–1944       | Novembro 1911  | Papa Pio X          |
| Alessio Ascalesi                                 | Itália         | 1944–Maio 1952  | Dezembro 1916  | Papa Bento XV       |
| Michael von Faulhaber                            | Alemanha       | Maio-Junho 1952 | Março 1921     | Papa Bento XV       |
| Alessandro Verde                                 | Itália         | Junho 1952–1958 | Dezembro 1925  | Papa Pio XI         |
| Jozef-Ernest van Roey                            | Bélgica        | 1958–1961       | Junho 1927     | Papa Pio XI         |
| Manuel Gonçalves Cerejeira                       | Portugal       | 1961–1977       | Dezembro 1929  | Papa Pio XI         |
| Carlos Carmelo de Vasconcelos Motta              | Brasil         | 1977–1982       | Fevereiro 1946 | Papa Pio XII        |
| Giuseppe Siri                                    | Itália         | 1982–1989       | Janeiro 1953   | Papa Pio XII        |
| Paul-Émile Léger, P.S.S.                         | Canadá         | 1989–1991       | Janeiro 1953   | Papa Pio XII        |
| Franz König                                      | Áustria        | 1991–2004       | Dezembro 1958  | Papa João XXIII     |
| Stephen Kim Sou-hwan                             | Coreia do Sul  | 2004–2009       | Abril 1969     | Papa Paulo VI       |
| Eugênio de Araújo Sales                          | Brasil         | 2009–2012       | Abril 1969     | Papa Paulo VI       |
| Paulo Evaristo Arns, O.F.M.                      | Brasil         | 2012–2016       | Março 1973     | Papa Paulo VI       |
| Michael Michai Kitbunchu                         | Tailândia      | 2016–           | Fevereiro 1983 | Papa João Paulo II  |